# Rüchardt-Experiment
Das Rüchardt-Experiment ist ein Experiment in der Thermodynamik, das dazu dient, die molaren Wärmekapazitäten {\displaystyle c_{p}} und {\displaystyle c_{V}} für Gase zu bestimmen. Es beruht darauf, dass sich die Temperatur eines Gases spezifisch zum Druck ändert. Konkretes Versuchsergebnis ist der Isentropenexponent
{\displaystyle \kappa ={\frac {c_{p}}{c_{V}}}}.
Das Experiment wurde nach dem Physiker Eduard Rüchardt (1888–1962) benannt.

## Hintergrund
Komprimiert man ein Gas adiabatisch, d. h. ohne Abfluss von Wärme aus dem System, dann steigt infolge der Temperaturerhöhung der Druck stärker an als bei einer isothermen Kompression, bei der die entstehende Kompressionsarbeit als Wärme abgeführt wird. Der Exponent, mit welchem sich die Ausdehnung des Gases durch die Wärmezufuhr berechnen lässt, wird als Isentropen- bzw. Adiabatenexponent bezeichnet. Dieser Wert wird durch das Rüchardt-Experiment ermittelt.
Eine adiabat und reversibel verlaufende Zustandsänderung ist isentrop (Entropie {\displaystyle S} bleibt gleich, Temperatur {\displaystyle T} ändert sich). In der Technik ist in der Regel eine adiabate Zustandsänderung (z. B. in einer Dampfturbine) nicht isentrop, da Reibungs-, Drossel- und Stoßvorgänge Entropie produzieren.

## Experiment

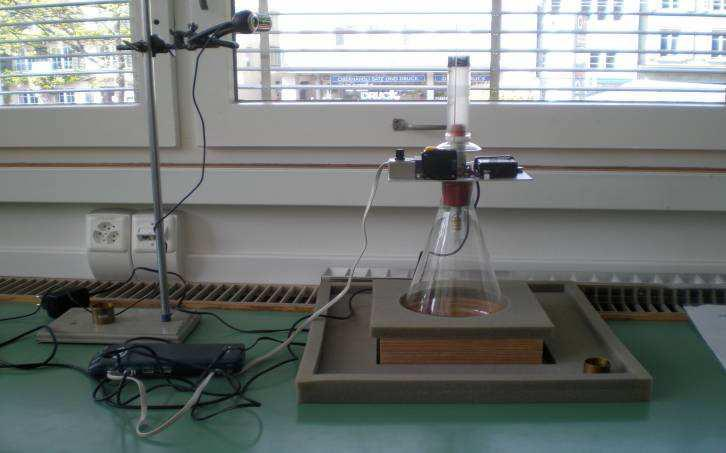
Rüchardt-Experiment, Gläserner Zylinder mit Kolben und Logger-Pro Messgeräte

Für das Experiment steht in der Regel ein gläsernes Gefäß (Volumen {\displaystyle V}), welches nach oben eine rohrförmige Öffnung (Rohrquerschnitt {\displaystyle A}) hat, zur Verfügung. Auf das offene Rohr wird ein Kolben (der Masse {\displaystyle m}) fallen gelassen, der die Öffnung luftdicht verschließt. Durch die Gewichtskraft des Kolbens wird das eingeschlossene Gas zunächst komprimiert, was zu einer Erhöhung der Temperatur führt. Im weiteren Verlauf führt der Kolben auf dem Gaspolster eine harmonische Schwingung aus, die gedämpft ist. Die Folge ist eine schnelle Folge von Expansion und Kompression des Gases. Gemessen werden die Periodendauer {\displaystyle T} der Schwingung und der relative Druck {\displaystyle p} im Gefäß.
Die Gleichung
{\displaystyle \kappa ={\frac {4\pi ^{2}mV}{A^{2}T^{2}p}}}
liefert den Isentropenexponenten für dieses Gas.